# Didier Six
Didier Six (Lilla, 21 agosto 1954) è un allenatore di calcio ed ex calciatore francese, di ruolo ala.

## Carriera

### Giocatore

#### Club
Iniziò la carriera professionistica nel Valenciennes come ala sinistra. Durante la sua carriera giocò in numerose squadre sia nell'ambito nazionale, nel Lens, nell'Olympique Marsiglia e nel Mulhouse, sia in quello internazionale, tra cui in Inghilterra nell'Aston Villa, e in Turchia nel Galatasaray (dove fu obbligato a prendere la cittadinanza turca e a cambiare nome in Dündar Siz), fino al 1992 quando chiuse la carriera in Germania nelle file del VfB Lipsia. Il suo carattere esuberante lo portò a frequenti litigi con gli allenatori, il che penalizzò in parte la sua carriera professionistica.

#### Nazionale
Le sue capacità tecniche attirarono l'attenzione di Michel Hidalgo, commissario tecnico della Francia che lo fece esordire il 27 marzo 1976 contro la Cecoslovacchia, in compagnia di Michel Platini e di Maxime Bossis. Si adattò subito al ruolo di ala in Nazionale e insieme a Dominique Rocheteau e Bernard Lacombe contribuì al rilancio della squadra che si qualificò al campionato del mondo 1978, dodici anni dopo l'ultima partecipazione alla fase finale di mondiale di calcio.
Dopo il mundial argentino, dove la Francia uscì al primo turno, Six conservò la fiducia concessagli da Hidalgo, che continuò a convocarlo regolarmente per tutta la prima metà degli anni 1980, malgrado il cambiamento di tattica (si passò dal 4-4-2 al 4-3-3, modulò che limita l'impiego delle ali). Giocò un ruolo decisivo durante le qualificazioni al campionato del mondo 1982 dove segnerà una rete fondamentale per il passaggio del turno, a Parigi ai danni dei Paesi Bassi. Tuttavia contribuì all'eliminazione della sua squadra, quando sbagliò un tiro di rigore nella semifinale contro la Germania Ovest. Il calciatore si congedò dai Bleus nel 1984, all'indomani della vittoria della sua nazionale al campionato d'Europa 1984.

### Allenatore
Il 10 novembre 2011 viene nominato temporaneamente allenatore del Togo. Tuttavia rimarrà allenatore per altri 3 anni.

## Palmarès

### Giocatore

#### Club
- Campionato turco: 1

Galatasaray: 1987-1988

#### Nazionale
- Campionato d'Europa: 1

Francia 1984